# 2023년 합천 산불
2023년 합천 산불은 2023년 3월 8일 오후 1시 59분 경상남도 합천군 용주면 월평리에 원인을 알 수 없는 산불이 발생하여 80명이 대피하고 화재대응 2단계로 발령되었다.
대한민국 산림청은 오후 5시 30분을 기점으로 '산불 대응 3단계'를 발령했다.

## 같이 보기
- 동해안 산불
- 2019년 강원도 산불
- 2022년 동해안 산불
- 2023년 강릉 산불
- 2023년 대한민국 서부 산불
- 인왕산 산불